# Тептяри
Тептяри, или тептери (типтяри, тат. типтәрләр, tiptərlər) — социальная группа или народность, известная в Поволжье с XVII века.
Часть исследователей рассматривают тептярей как сословие (А. З. Асфандияров, Р. Н. Рахимов), а часть как этносословную группу (Р. Г. Кузеев, Д. М. Исхаков). В разное время термин имел разные значения. Вопрос о происхождении и формировании данной этногруппы на сегодняшний день является дискуссионным. Тептяри и бобыли, в рукописи Сергея Евгеньевича Калинина, указаны как сословие, существовавшее до 1866 года, только в Оренбургской губернии, и формировавшееся из татар, башкир, марийцев, мордвы, удмуртов (приволжских финнов) и чувашей, селившихся на башкирских землях и получивших название припущенников. По характеру повинностей и налогов тептяри и бобыли занимали промежуточное положение между военно-служилыми сословиями (казаками, башкирами, мишарями) и государственными крестьянами. С 1855 года тептяри разумелись в законодательстве Российской империи под именем башкир. Из тептярей и бобылей набирались два конные полка, тептярские, в Вооружённые силы Российской империи, как пограничное войско в верховьях Урала.

## История
Формирование тептярей происходило на территории современного Башкортостана и в восточных районах Татарстана. Первые описатели края Г. Георги, П. Паллас, П. И. Рычков, и др. упоминают тептярей среди его населения.
В раннее время существования этой группы её состав был многонациональным, в её составе встречались представители почти всех народов края: удмурты, марийцы, мордва, чуваши, татары и башкиры, сохранявшие свой язык и культурные особенности.
В этом сословии находилась значительная часть припущенников, живших в XVIII — начале XX века среди башкир-вотчинников.
Рахматуллин У. Х считает, что первыми тептярами были башкиры-асаба, вытесненные из своей общины. Попадание в группу тептяр для башкир не означало жесткого закрепления в ней, при благоприятных обстоятельствах башкиры-тептяри могли вновь вернуться в общину.
Миллер считает тептярей частью бежавших из бывшего Казанского ханства после его падения татар, а частью бежавших оттуда же и ассимилированных в татарской среде финно-угров. Со взглядами Георги схоже описание С. Рыбакова.
В. М. Черемшанский и Городской считают тептярей выходцами из губерний Казанской и Вятской.
Первая всеобщая перепись населения Российской Империи относит «тептярский язык» к турецко-татарской группе языков.
А. З. Асфандияров считает что типтяри — вытесненные, отторгнутые из своего сословия люди, в основном башкиры.
Черемшанский называет тептярей «беглецами, которые, по недостатку ли, или по неимению собственных земель, или по другим каким причинам, удалялись в Башкирию и селились на их общественных землях за известные оброки, как и другие припущенники и впоследствии совокупностью своею образовали отдельное сословие под именем тептярей.»
Татарский этнограф Г.Ахмеров — автор одной из первых научных работ, посвящённых тептярям, написанной в 1908 году, указывал, что тептяри делятся на тептярей-татар, тептярей-черемис и тептярей-вотяков, а по вероисповеданиям — на мусульман и не мусульман. К первой группе относятся тептяри-татары, с татарским (казанско-татарским) языком, ко второй — язычники черемисы и вотяки. Сами тептяри называли себя или новыми башкирами, или же татарами.
Согласно историку и тюркологу Ахмет-Заки Валиди, тептяри — бежавшие из Казанского ханства татары, мишари и чуваши-мусульмане, которых также называли башкирами-припущенниками.
В конце XVIII века этнический состав тептяр состоял из татар примерно на 40%, марийцев 38%, удмуртов 18%, остальные 4% составляли башкиры и мордва.

## Теории о происхождении названия
В настоящее время распространены две гипотезы происхождения слова «тептяр»:
- Ряд исследователей выводит его от персидского «дэфтэр» — тетрадь, список, реестр (Гайнутдин Ахмеров со ссылкой на П. И. Рычкова, В. Н. Витевский). В конце XVII века употреблялся термин девтярский ясак, в XVIII в. превратившийся в тептярский ясак — ясак по спискам дәфтәр-тәптәр. О происхождении чув. типтер (порядок; бирка для отметок при сборе податей) из перс. däftär‎ писал и Н. И. Ашмарин.[24]
- Некоторые историки, например, А. З. Асфандияров считают, что оно произошло от корня «тип»: «тибе-тибеле-типтере» в значении «вытеснять(ся)», «выталкивать(ся)», «быть отвергнутым». По его мнению, «типтяри — вытесненные, отторгнутые из своего сословия люди, в основном башкиры».[21][25]

## История сословия

### Период ясачного сословия
Известны следующие упоминания тептярей в документах:
- в 1631—32 гг. тептяри, как и бобыли платили подворный ясак и 4 коп. подымных денег;
- в 1734 г. проводится перепись тептярей и бобылей и формируется сословие;
- в 1747 г. тептярский ясак был заменен подушным налогом.

Административно тептяри с 30-х гг. XVIII в. делились на команды, управляемые старостами, сотниками, старшинами, и подчинялись Уфимскому и Мензелинскому воеводам, Оренбургской комиссии. В документах этого времени часто встречается название сословия «тептяри и бобыли».
В 80-е гг. XVIII в. находились в ведении Уфимской казённой палаты. По характеру повинностей и налогов тептяри в этот период занимали промежуточное положение между военно-служилыми сословиями (башкирами, мишарями, казаками) и государственными крестьянами.

### Период военно-служилого сословия
В 1790 году тептяри были переведены в разряд военно-служилого сословия, был сформирован Тептярский полк. Законом «О разделении тептярскаго полка на два и о наполнении оных вновь избираемых из того же народа людьми» от 12 июля 1798 г. переводятся в подчинение Оренбургского военного губернатора. Позднее были сформированы еще два полка. Во время Отечественной войны 1812 года 1-й Тептярский полк под командованием майора Темирова принял участие в боевых действиях в составе отдельного казачьего корпуса атамана Платова.
Законом «О присоединении тептярей и бобылей к Башкиро-мещерякскому войску» от 22 февраля 1855 года тептярские полки были включены в кантонную систему Башкиро-мещерякского войска. Позднее название было изменено на Башкирское войско Законом «О именовании впредь Башкиро-мещерякского войска Башкирским войском» от 31 октября 1855 года. В этот период встречается наименование сословий мишарей и тептярей как «ново-башкиры».
Тептярское сословие (также как и сословие мещеряков) перестало существовать в 1863—1865 гг. в связи с упразднением Башкирского войска. Многие тептяри до Февральской революции числились в составе башкирского сословия.

## Численность
Численность, в год, тептярей по переписям:
- в 1735 составляла 11 294 человек мужского полу;
- в 1767 — 33 656 человек мужского полу;
- в 1796 — 52 193 человек мужского полу;
- в 1834—105 864 человек мужского полу;
- в 1858—140 895 душ мужского пола;
- в 1897 — 59 293 душ мужского пола; 117 773 всего.

С 1855 года Тептеяри разумелись в законодательстве Российской империи под именем башкир.
В последний раз тептяри были зафиксированы в переписи 1926 года — 27 387 человек. Также есть упоминание о тептярях в списке национальностей Союза ССР, от 1959 года (75).
В настоящее время большинство тептярей — в составе татарского народа.